# Begluci (Gračac)
Begluci su naselje u sastavu Općine Gračac, u Zadarskoj županiji. Nalaze se oko 50 kilometara sjeveroistočno od Gračaca.

## Povijest
Četnički vođa Petar Đilas, koji je 1941. odigrao ključnu ulogu u masovnom ubijanju muslimana u Kulen Vakufu, stigao je 21. siječnja 1944. godine sa skupinom boraca u srpsko selo Begluke. Okupili su oko dvadeset muškaraca i dvije žene, te pred njih stavili mitraljeze. Prema jednom svjedoku, Đilas je držao govor u kojem je istaknuo kako će strijeljati svakoga tko ne uzme oružje i ne pridruži se četnicima. Nitko se nije dragovoljno javio. U odgovoru na to, on i njegovi borci su prestrašene seljake odveli na brdo gdje je puhao jak, ledeni vjetar. Na mrazu, natjerani su ukloniti sa sebe svu odjeću i leći na zemlju. Đilas i njegovi četnici su ih tukli do besvijesti, a zatim nekolicinu mučili do smrti.
U idućim mjesecima ti naoružani ljudi redovito su se vraćali u selo, vršili pljačku i provodili teror. Ubili su najmanje sedam stanovnika, premlatili gotovo sve ostale u više prilika, uništili devet kuća i opljačkali velike količine njihovih ionako ograničenih zaliha hrane i stoke.

## Stanovništvo
Prema popisu iz 2011. naselje je imalo 61 stanovnika.
| broj stanovnika | 213   | 256   | 239   | 293   | 356   | 441   | 484   | 561   | 506   | 484   | 415   | 362   | 332   | 235   | 51    | 61    | 59    |
|                 | 1857. | 1869. | 1880. | 1890. | 1900. | 1910. | 1921. | 1931. | 1948. | 1953. | 1961. | 1971. | 1981. | 1991. | 2001. | 2011. | 2021. |